# Heinrich Brunner
Heinrich Brunner (magyarosan Brunner Henrik) (Wels, Felső-Ausztria, 1840. június 21. – Bad Kissingen, (Unterfranken) 1915. augusztus 11.) osztrák jogtörténész, egyetemi tanár.

## Életpályája
Apja, Wenzel Brunner, korán meghalt és Heinrich Brunner özvegyen maradt édesanyjának 10 gyermekről kellett gondoskodnia. Brunner 1851 és 1858 között Linzben járt középiskolába, majd a bécsi egyetem jogi karán szerzett diplomát 1864-ben.
Brunner 1866-ban kapta egyetemi tanári kinevezését. Lembergben, Prágában, Straßburgban tanított. 1872-től a berlini Humboldt Egyetem tanára, 1896 - 1897-ben az egyetem rektora volt. 1896-ban ő lett a Deutsches Rechtswörterbuch (DRW) szerkesztőbizottságának elnöke. Idősebb korában számos kitüntetést és elismerést kapott.(A porosz akadémia tagja, Wels díszpolgára stb.)
1876-ban kötött házasságot Anna von Tiedemann-nal Hat fiúgyermekük és két leányuk született, közülük a legfiatalabb fiú és a két lány már gyermekkorukban meghaltak.

## Kutatási területe
Főleg a német, francia, normann és az anglo-normann jogtörténettel foglalkozott.

## Főbb művei
- Die Entstehung der Schwurgerichte (Berlin, 1872)
- Rechtsgesch. d. röm. und germ. Urkunde (1880)
- Deutsche Rechtsgeschichte